# Murzuque
Murzuque (em árabe: مرزق‎; romaniz.: Murzuq/Murzuk) é uma cidade-oásis e capital do distrito de Murzuque, na região de Fezã, na Líbia. Segundo censo de 2012, havia 13 435.